# Frank van Aken

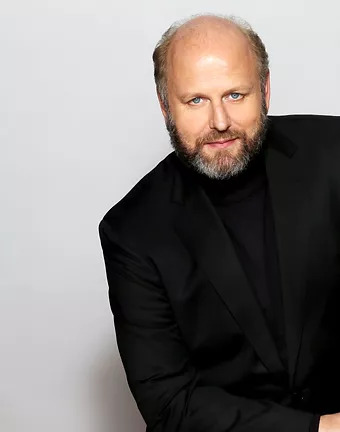
Frank van Aken (2020)

Frank van Aken (* 1970) ist ein niederländischer Opernsänger in der Stimmlage Tenor.

## Leben und Wirken
Frank van Aken studierte Gesang unter anderem am Königlichen Konservatorium in Den Haag und bei dem amerikanischen Tenor James McCray. 1994 gewann er den Cristina Deutekom Wettbewerb. Ein Jahr später debütierte er als Macduff in Macbeth an der Nederlandes Reisopera in Enschede. Im gleichen Jahr erfolgte sein internationales Debüt in Rom als Cavardossi in Tosca. 1996 hatte er ein Engagement am Staatstheater Meiningen. Von 1997 bis 2000 war der Tenor festes Ensemblemitglied der Deutschen Oper am Rhein in Düsseldorf. Dort war er u. a. als Lohengrin, Erik, Stolzing, Radames, Siegmund und Parsifal zu hören und zu sehen. Gastengagements führten den Künstler nach Berlin, München, Stuttgart, Straßburg, Bayreuth, London etc. Seit der Spielzeit 2006/07 gehört der Sänger zum Ensemble der Oper Frankfurt.
Frank van Aken ist mit der Sopranistin Eva-Maria Westbroek verheiratet.

## Diskografie
- Joseph Haydn: Die Feuersbrunst (1992, Brillant Classic)
- Aribert Reimann: Lear (2008, OC 921)
- Giuseppe Verdi Messa da Requiem (MDG)

DVDs
- Karl Amadeus Hartmann: Simplicius Simplicissimus (2005, Arthaus)